# Coruche
Coruche – miejscowość w Portugalii, leżąca w dystrykcie Santarém, w regionie Alentejo, w podregionie Lezíria do Tejo. Miejscowość jest siedzibą gminy o tej samej nazwie.

## Demografia
| Liczba ludności gminy Coruche (1801–2011) | Liczba ludności gminy Coruche (1801–2011) | Liczba ludności gminy Coruche (1801–2011) | Liczba ludności gminy Coruche (1801–2011) | Liczba ludności gminy Coruche (1801–2011) | Liczba ludności gminy Coruche (1801–2011) | Liczba ludności gminy Coruche (1801–2011) | Liczba ludności gminy Coruche (1801–2011) | Liczba ludności gminy Coruche (1801–2011) | Liczba ludności gminy Coruche (1801–2011) |
| ----------------------------------------- | ----------------------------------------- | ----------------------------------------- | ----------------------------------------- | ----------------------------------------- | ----------------------------------------- | ----------------------------------------- | ----------------------------------------- | ----------------------------------------- | ----------------------------------------- |
| 1801                                      | 1849                                      | 1900                                      | 1930                                      | 1960                                      | 1981                                      | 1991                                      | 2001                                      | 2004                                      | 2011                                      |
| 3 920                                     | 4 943                                     | 9 634                                     | 18 317                                    | 27 437                                    | 25 278                                    | 23 634                                    | 21 332                                    | 20 629                                    | 19 944                                    |

## Sołectwa

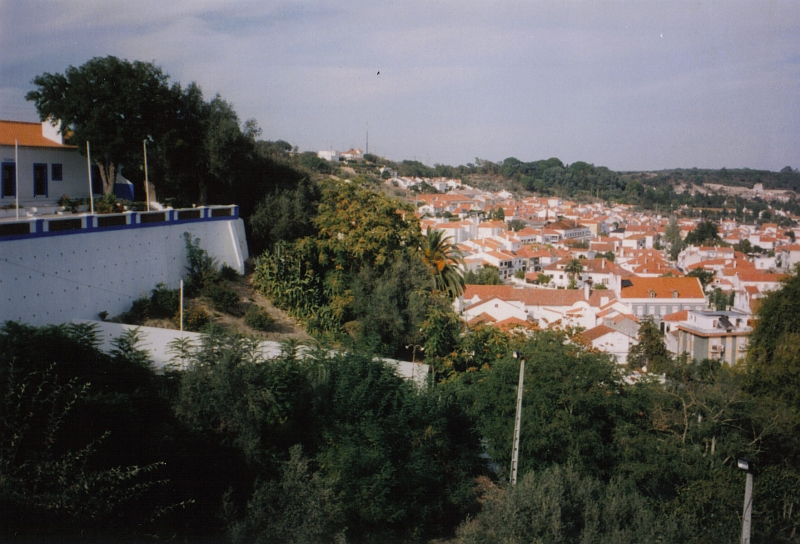
Coruche

Sołectwa gminy Coruche (ludność wg stanu na 2011 r.)
- Biscainho – 1074 osoby
- Branca – 1474 osoby
- Coruche – 8913 osób
- Couço – 2765 osób
- Erra(inne języki) – 1004 osoby
- Fajarda – 1839 osób
- Santana do Mato – 1148 osób
- São José de Lamarosa – 1727 osób